# Maja Thuvesson
Maria Ingeborg "Maja" Thuvesson, född 30 juli 1914 i Västra Hoby, död 26 juli 1981 i Sankt Peters kloster i Lund, var en svensk bowlare. Thuvesson blev 1963 svensk mästare individuellt samt i 2-manna- och 4 mannalag. Hon tävlade för och var ordförande i BK Miss, Lund. Hon blev 1957 den första svenska kvinna att slå den perfekta serien.
Maja Thuvesson slog 12 strikar i rad i en och samma serie under en tävling i Lunds bowlinghall den 24 januari 1957. I och med detta så var hon den första svenska kvinna att slå den perfekta serien - att ta maximal poäng i en serie. Det skulle ta över 21 år, till 4 september 1977, innan bedriften upprepades av en annan kvinna - Eva Nordström. Efter Thuvessons rekord har den perfekta serien slagits ytterligare 112 gånger av kvinnor fram till 12 april 2013.